# Tessa (rappare)
Theresa Ann Fallesen, mer känd som Tessa, är en dansk rappare.
Hon fick sitt genombrott genom sociala medier där hon delade bilder och videor på sig själv och sin Freestyle-Style som därefter spelades i Pelles Panel på DR P3. I juni 2019 släppte hon sin debutsingel "Snakker for Meget" och kort därefter live-debuterade hon i öppningsfesten på Roskildefestivalen.
DR TV har gjort en dokumentärserie i fyra delar om henne som heter "Tessas Hævn" med premiär i maj 2020. Bland annat följs hennes start inom musikvärlden, hennes drömmar, men också hennes öppna hashrökning.